# By Night
By Night è un EP dei The Bats pubblicato nel 1984 in Nuova Zelanda dalla Flying Nun Records; è il loro disco di esordio.

## Tracce
Testi e musiche di Robert Scott.
1. I Go Wild – 2:38
2. Jewellers Heart – 3:23
3. By Night – 2:29
4. My Way – 2:56
5. Man in the Moon – 3:07
6. United Airways – 2:03

## Musicisti
- Paul Kean (basso, voce)
- Malcolm Grant (batteria)
- Robert Scott (voce, chitarra, pianoforte)
- Kaye Woodward (voce, chitarra)